# Морено, Джор
Джор Морено (род. 2 октября 1995 года) — колумбийский тяжелоатлет, призёр чемпионата мира 2022 года, бронзовый призёр Панамериканских игр 2015 года, серебряный призёр Панамериканского чемпионата 2017 года.

## Карьера
Он начал заниматься тяжёлой атлетикой в 13 лет в Апартадо, Колумбия. Изначально он занимался борьбой, но осознал, что этот вид спорта ему не подходит. Он начал ходить в спортзал и стал занимался тяжёлой атлетикой.
В Торонто на Панамериканских играх 2015 года, Джор Морено в весовой категории до 77 кг завоевал бронзовую медаль показав в сумме 328 кг.
В 2017 году Панамериканском чемпионате в весе до 85 кг Джор занял итоговое 2-е место, набрав сумму 360 кг. 
В начале ноября 2018 года на чемпионате мира в Ашхабаде колумбийский спортсмен в весовой категории до 89 кг завоевал бронзовую медаль чемпионата в упражнение рывок, взяв вес штанги 168 кг. В итоге он занял только 8-е место.  
На чемпионате мира 2022 года в Боготе, в Колумбии в категории до 96 кг завоевал бронзовую медаль по сумме двух упражнений с результатом 380 кг, также в его копилке две малых бронзовых медалей.